# فيليب بورن
فيليب بورن (بالإنجليزية: Philip Bourne)‏ هو عالم المعلوماتية الحيوية أسترالي، ولد في 1953م.

## وصلات خارجية
- الموقع الرسمي